# Ormond Stone
Pour les articles homonymes, voir Stone.
Ormond Stone (né le 11 janvier 1847 - mort le 17 janvier 1933) est un astronome, mathématicien et professeur américain. Il a été directeur de l'Observatoire de Cincinnati ainsi que le premier directeur de l'Observatoire McCormick de l'université de Virginie. Il a également édité les Annals of Mathematics. Ses dons effectués à la fin de sa vie ont permis la fondation du Fairfax Public Library System.

## Jeunesse
Stone naît à Pekin (Illinois) du couple d'Elijah Stone et Sophia Creighton. Alors qu'il fréquente la Chicago High School (en), il rencontre Truman Henry Safford, un astronome travaillant à l'Observatoire Dearborn (en). Stone devient son assistant et marque rapidement de l'intérêt pour l'astronomie qu'il gardera tout au long de sa vie.
En 1866, Stone commence des études à l'Old University of Chicago (en), où il obtient sa maîtrise en 1870. En 1867-1868, il enseigne au Racine College (en), Wisconsin, puis au Northwestern Female College (faisant désormais partie de l'Université Northwestern) à Evanston (Illinois) en 1869. La même année, il participe à sa première expédition pour l'observation d'une éclipse.